# فرنسيسكو ماريا أغيليرا غونزاليس
فرنسيسكو ماريا أغيليرا غونزاليس (بالإسبانية: Francisco María Aguilera González)‏ هو عالم عقيدة مكسيكي، ولد في 27 أبريل 1918 في غواناخواتو في المكسيك، وتوفي في 5 أغسطس 2010 في Tequisquiapan ‏ في المكسيك.